# Biblioteca nacional de Mongolia
La Biblioteca nacional de Mongolia (en mongol: Монгол Улсын Үндэсний Номын Сан) es la biblioteca más grande y antigua de Mongolia, fue fundada en 1921 como un Instituto con apenas 2.000 libros. El propósito de la Biblioteca Nacional de Mongolia, de acuerdo con su Reglamento de Organización y Funcionamiento, es "reunir y conservar los manuscritos, sutras, disertaciones académicas de grado, así como libros y revistas que se publican en Mongolia e importantes libros y publicaciones periódicas extranjeras; para crear una bibliografía nacional".
De alrededor de 3 millones de libros y publicaciones que hay en la colección de la Biblioteca, 1 millón son libros raros y valiosos, sutras y manuscritos, incluyendo copias y muchos textos budistas.